# Звільнення (фільм, 1972)
Звільнення (англ. Deliverance) — американський трилер 1972 року.

## Сюжет
Четверо міських хлопців вирішують здійснити подорож на двох каное і спуститися по швидкій гірській річці в штаті Джорджія. На другий день подорожі на Еда і Боббі, що вийшли на берег, нападають двоє місцевих, прив'язують Еда до дерева, а Боббі б'ють і ґвалтують. Незабаром, Льюїс і Дрю виявляють своїх друзів і Льюїс вбиває одного із бандитів, а іншому вдається втекти. В результаті запеклих суперечок друзі вирішують не звертатися у поліцію, закопати труп і вирушити далі. Під час спуску через пороги Дрю випадає з каное і зникає. Човни врізаються в скелю, і Льюїс отримує перелом ноги. У цей час Ед помічає іншого бандита, піднімається на скелю і вбиває його з лука. Зрештою, троє мандрівників, що залишилися в живих, прибувають в містечко і розповідають шерифу свою версію подій, які з ними трапилися.

## У ролях
| Актор                   | Роль             |
| ----------------------- | ---------------- |
| Джон Войт               | Ед               |
| Берт Рейнольдс          | Льюїс            |
| Нед Бітті               | Боббі            |
| Ронні Кокс              | Дрю              |
| Білл МакКінні           | людина у горах   |
| Ед Рамі                 | старий           |
| Біллі Редден            | Лонні            |
| Симон Гласс             | перший Грінер    |
| Рендалл Діл             | другий Грінер    |
| Герберт «Ковбой» Ковард | беззубий чоловік |
| Льюїс Кроун             | перший заступник |

| Актор           | Роль                   |
| --------------- | ---------------------- |
| Кен Кінер       | другий заступник       |
| Джонні Попвелл  | водій швидкої допомоги |
| Джон Фаулер     | доктор                 |
| Кеті Рікман     | медсестра              |
| Луїза Колдрен   | місіс Біддіфорд        |
| Пітер Вер       | таксист                |
| Джеймс Дікі     | шериф Буллард          |
| Макон МакКалман | заступник Квін         |
| Гойт Поллард    | хлопчик на заправці    |
| Белінда Бітті   | Марта Джентрі          |
| Чарлі Бурман    | хлопчик Еда            |

## Саундтрек
| Список треків | Список треків               | Список треків      | Список треків |
| #             | Назва                       | Автори / Виконавці | Тривалість    |
| ------------- | --------------------------- | ------------------ | ------------- |
| 1.            | «Earl's Breakdown»          |                    | 1:53          |
| 2.            | «Dueling Banjos»            | Eric Weissberg     | 3:16          |
| 3.            | «Little Maggie»             |                    | 1:12          |
| 4.            | «Shuckin' The Corn»         | Eric Weissberg     | 2:12          |
| 5.            | «Pony Express»              |                    | 2:06          |
| 6.            | «Old Joe Clark»             |                    | 1:16          |
| 7.            | «Eight Miles To Louisville» |                    | 2:04          |
| 8.            | «Farewell Blues»            |                    | 2:01          |
| 9.            | «End Of A Dream»            |                    | 1:50          |
| 10.           | «Buffalo Gals»              |                    | 2:18          |
| 11.           | «Reuben's Train»            |                    | 2:59          |
| 12.           | «Riding The Waves»          |                    | 1:35          |
| 13.           | «Fire On The Mountain»      |                    | 2:19          |
| 14.           | «Eighth Of January»         |                    | 1:07          |
| 15.           | «Bugle Call Rag»            |                    | 1:34          |
| 16.           | «Hard Ain't It Hard»        |                    | 1:42          |
| 17.           | «Mountain Dew»              |                    | 1:26          |
| 18.           | «Rawhide»                   |                    | 2:04          |